# Djibril Sidibé
Djibril Sidibé (Troyes, Francuska, 29. srpnja 1992.) francuski je nogometaš i bivši nacionalni reprezentativac. Trenutačno igra za Toulouse. S Francuskom osvojio naslov svjetskog prvaka 2018. godine.
Igrač dolazi iz muslimanske obitelji malijskog podrijetla.

## Karijera

### Klupska karijera
Sidibé je nogometnu karijeru započeo u rodnom gradu kada se s osam godina pridružio istoimenom Troyesu. U klubu je nogometno odrastao u svim dobnim kategorijama dok je za seniore debitirao sredinom rujna 2010. u ligaškom susretu protiv Grenoblea. Igrač se s klubom uspio kvalificirati u prvu ligu i taj uspjeh mu je omogućio transfer u Lille. Klub ga je doveo kao potporu Debuchyju u obrani a u svojem debiju protiv Nice, zabio je svoj prvi gol za Les Dogues. Tijekom četiri godine ondje, Djibril je od većih uspjeha s Lilleom, 2016. igrao finale francuskog Liga kupa u kojem je PSG bio bolji (igrač je zabio gol u 2:1 porazu).
8. srpnja 2016. Sidibé je potpisao petogodišnji ugovor s AS Monacom. Tijekom prve sezone bio je važna karika monegaške momčadi koja je osvojila Ligue 1. Također, uvršten je u idealnu momčad sezone zajedno s još petoricom klupskih suigrača (Subašić, Glik, Mendy, Silva i Mbappé). Početkom kolovoza 2019. igrač je poslan na posudbu u Everton uz mogućnost da ga klub s Goodison Parka kupi istekom posudbenog roka. Doveden je pred sam kraj ljetnog prijelaznog roka kao šesto Everotonovo pojačanje.

### Reprezentativna karijera
Sidibé je igrao za francuske U20 i U21 reprezentacije dok ga je izbornik Deschamps uvrstio na širi popis reprezentativaca za EURO 2016 kojem je Francuska bila domaćin. Međutim, igrač nije uspio upasti u uži izbor ali je iste godine debitirao za Tricolore u prijateljskom susretu protiv Italije. U svojem desetom nastupu za reprezentaciju u susretu protiv Engleske zabio je prvi gol za nacionalni sastav.
Djibril je s Francuskom nastupio na Svjetskom prvenstvu 2018. te je bio član momčadi koja je ondje osvojila svjetski naslov. Ondje je igrao posljednju utakmicu skupine protiv Danske jer je Deschamps koristio rezervne igrače kako bi odmarao prvi sastav za nastavak natjecanja.

#### Pogodci za reprezentaciju
| #  | Datum            | Mjesto                                  | Protivnik | Pogodak | Rezultat | Natjecanje            |
| -- | ---------------- | --------------------------------------- | --------- | ------- | -------- | --------------------- |
| 1. | 13. lipnja 2017. | Stade de France, Saint-Denis, Francuska | Engleska  | 2:1     | 3:2      | Prijateljska utakmica |

## Osvojeni trofeji

### Klupski trofeji
| Klub      | Trofej    | Godina    |
| Francuska | Francuska | Francuska |
| --------- | --------- | --------- |
| AS Monaco | Ligue 1   | 2016./17. |

### Reprezentativni trofeji
| Turnir      | Trofej | Godina |
| ----------- | ------ | ------ |
| SP u Rusiji | Zlato  | 2018.  |

### Ordeni
Chevalier of the Légion d'honneur: 2018.

## Vanjske poveznice
- Profil igrača  Arhivirana inačica izvorne stranice od 26. kolovoza 2019. (Wayback Machine) na web stranicama Francuskog nogometnog saveza
- Profil igrača na Transfermarktu